# بوخاکا
بوخاکا (انگلیسی: Bojacá) نام شهری در کشور کلمبیا است.